# 里克特 (德国)
里克特是德国石勒苏益格－荷尔斯泰因州的一个市镇。总面积5.52平方公里，总人口1081人，其中男性523人，女性558人（2011年12月31日），人口密度196人/平方公里。